# Meloidogyne
Meloidogyne är ett släkte av rundmaskar. Enligt Catalogue of Life ingår Meloidogyne i familjen Heteroderidae, men enligt Dyntaxa är tillhörigheten istället familjen Meloidogynidae.
Kladogram enligt Catalogue of Life och Dyntaxa:
| Meloidogyne | \| \| Meloidogyne acronea \| \| \| \| \| \| Meloidogyne exigua \| \| \| \| \| \| Meloidogyne hapla \| \| \| \| \| \| Meloidogyne naasi \| \| \| \| \| \| Meloidogyne thamesi \| \| \| \| |
|             | \| \| Meloidogyne acronea \| \| \| \| \| \| Meloidogyne exigua \| \| \| \| \| \| Meloidogyne hapla \| \| \| \| \| \| Meloidogyne naasi \| \| \| \| \| \| Meloidogyne thamesi \| \| \| \| |
|             | Cryphodera |
|             | |
|             | Dolichodorus |
|             | |
|             | Globodera |
|             | |
|             | Heterodera |
|             | |
|             | Hylonema |
|             | |
|             | Meloidodera |
|             | |
|             | Meloidogyne acronea |
|             | |
|             | Meloidogyne exigua |
|             | |
|             | Meloidogyne hapla |
|             | |
|             | Meloidogyne naasi |
|             | |
|             | Meloidogyne thamesi |
|             | |

|  | Meloidogyne acronea |
|  |                     |
|  | Meloidogyne exigua  |
|  |                     |
|  | Meloidogyne hapla   |
|  |                     |
|  | Meloidogyne naasi   |
|  |                     |
|  | Meloidogyne thamesi |
|  |                     |

## Biologi
Rotgallnematodernas ägg kläcks spontant (oftast samma år som de bildats) oberoende om värdväxt finns närvarande eller inte. Temperaturoptimum är 20 - 25 °C och ingen äggkläckning verkar förekomma vid temperaturer under 10 °C. När andra stadiets juveniler kläcks söker de sig till plantans ledningsvävnad. Vid huvudet bildas ett system av 3 - 6 s.k. jätteceller som nematoden livnär sig på och efter 1 till 2 månader har de nått full mognad. Kring jättecellerna blir roten förtjockad och sväller upp vilka då syns som en gall. Rotgallnematoder är mestadels orörliga endoparasiter, men hanarna slutar att äta i tredje juvenil stadiet och ombildas då för att kunna ta sig ut och leta efter honorna som är kvar i rötterna. Däremot bildas oftast inga eller få hanar för att partenogenes sker. Fullbildade honor kan producera mer än 500 ägg vilka läggs i en gelatinliknande äggsäck som bildas från bakdelen. När honorna dör löses kroppen upp, även äggsäcken bryts ner efter ett tag och äggen ligger då utan skydd i marken.  Ägg och juveniler kan övervintra.

## Bildgalleri

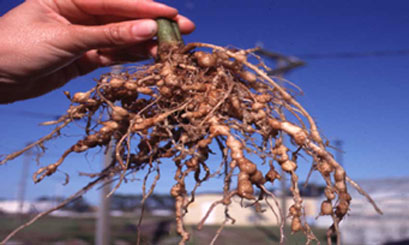